# Giuoco piano
El giuoco piano és una obertura d'escacs caracteritzada pels moviments:
1.e4 e5
2.Cf3 Cc6
3.Ac4 Ac5
L'alfil italià de les blanques a c4 evita que les negres avancin al centre amb ...d5 i ataca la vulnerable casella f7. Les blanques planegen dominar el centre amb d2–d4 i atacar el rei negre. Les negres volen alliberar-se tot canviant peces i jugant la ruptura de peó ...d5, o bé mantenir el seu peó central a e5.
Alternatives comunes a 3. ... Ac5 serien 3... Cf6 (la defensa dels dos cavalls), 3. ...Ae7 (la defensa hongaresa), o 3. ...d6 (la defensa París).
|  |

## Història
El giuoco piano (en italià: "partida tranquil·la") és l'obertura més antiga documentada. El portuguès Damiano la va jugar a començaments del segle xvi, i l'italià Greco al començament del segle xvii. L'obertura es coneix també com a obertura italiana
(Pinski 2005:5), tot i que aquest nom en realitat és un genèric que es refereix a totes les partides que comencen amb 1.e4 e5 2.Cf3 Cc6 3.Ac4, sense que importi quina sigui la tercera jugada de les negres (Gufeld & Stetsko 1996:5). El giuoco piano fou popular durant el segle xix, però els refinements moderns en joc defensiu han conduït els mestres actuals cap a obertures com la Ruy López, que ofereixen a les blanques millors oportunitats per obtenir una iniciativa a llarg termini. Anatoli Kàrpov la va usar contra Víktor Kortxnoi dos cops en el Campionat del món d'escacs de 1981, però ambdues partides varen acabar en taules. En Garri Kaspàrov la va fer servir contra Joël Lautier a Linares 1994, perdent en 26 jugades.

## Variants
Les principals continuacions al quart moviment de les blanques són:
- 4.c3 (la variant Greco del giuoco piano), vegeu més avall.
- 4.d3 (el giuoco Pianissimo, en italià: "partida tranquilissima"), vegeu més avall.
- 4.b4 (el gambit Evans), en el qual les blanques ofereixen un peó per activar el seu desenvolupament. Aquesta obertura fou popular durant el segle xix, més encara que el giuoco piano estàndard.
- 4.d4 (el gambit italià), en el qual les blanques obren el centre evitant les línies tranquil·les dels giuoco piano i giuoco pianissimo.
- 4.0-0, sovint amb la intenció de contestar 4...Cf6 amb 5.d4, el gambit Max Lange, amb idees similars a les del gambit italià però amb algunes diferències transposicionals.
- 4.Axf7+? Rxf7 5.Cxe5+ Cxe5 (el gambit Jerome), una obertura extremadament dubtosa en què les blanques sacrifiquen dues peces amb l'esperança d'exposar el rei negre i obtenir un atac de mat.
- 4.Cc3 (la "variant dels quatre cavalls"), vegeu més avall.

### Línia principal
|   | a | b | c | d | e | f | g | h |   |
| 8 | a8 negres torre · c8 negres alfil · d8 negres dama · e8 negres rei · h8 negres torre · a7 negres peó · b7 negres peó · c7 negres peó · d7 negres peó · f7 negres peó · g7 negres peó · h7 negres peó · c6 negres cavall · b4 negres alfil · c4 blanques alfil · d4 blanques peó · e4 negres cavall · c3 blanques cavall · f3 blanques cavall · a2 blanques peó · b2 blanques peó · f2 blanques peó · g2 blanques peó · h2 blanques peó · a1 blanques torre · c1 blanques alfil · d1 blanques dama · e1 blanques rei · h1 blanques torre | a8 negres torre · c8 negres alfil · d8 negres dama · e8 negres rei · h8 negres torre · a7 negres peó · b7 negres peó · c7 negres peó · d7 negres peó · f7 negres peó · g7 negres peó · h7 negres peó · c6 negres cavall · b4 negres alfil · c4 blanques alfil · d4 blanques peó · e4 negres cavall · c3 blanques cavall · f3 blanques cavall · a2 blanques peó · b2 blanques peó · f2 blanques peó · g2 blanques peó · h2 blanques peó · a1 blanques torre · c1 blanques alfil · d1 blanques dama · e1 blanques rei · h1 blanques torre | a8 negres torre · c8 negres alfil · d8 negres dama · e8 negres rei · h8 negres torre · a7 negres peó · b7 negres peó · c7 negres peó · d7 negres peó · f7 negres peó · g7 negres peó · h7 negres peó · c6 negres cavall · b4 negres alfil · c4 blanques alfil · d4 blanques peó · e4 negres cavall · c3 blanques cavall · f3 blanques cavall · a2 blanques peó · b2 blanques peó · f2 blanques peó · g2 blanques peó · h2 blanques peó · a1 blanques torre · c1 blanques alfil · d1 blanques dama · e1 blanques rei · h1 blanques torre | a8 negres torre · c8 negres alfil · d8 negres dama · e8 negres rei · h8 negres torre · a7 negres peó · b7 negres peó · c7 negres peó · d7 negres peó · f7 negres peó · g7 negres peó · h7 negres peó · c6 negres cavall · b4 negres alfil · c4 blanques alfil · d4 blanques peó · e4 negres cavall · c3 blanques cavall · f3 blanques cavall · a2 blanques peó · b2 blanques peó · f2 blanques peó · g2 blanques peó · h2 blanques peó · a1 blanques torre · c1 blanques alfil · d1 blanques dama · e1 blanques rei · h1 blanques torre | a8 negres torre · c8 negres alfil · d8 negres dama · e8 negres rei · h8 negres torre · a7 negres peó · b7 negres peó · c7 negres peó · d7 negres peó · f7 negres peó · g7 negres peó · h7 negres peó · c6 negres cavall · b4 negres alfil · c4 blanques alfil · d4 blanques peó · e4 negres cavall · c3 blanques cavall · f3 blanques cavall · a2 blanques peó · b2 blanques peó · f2 blanques peó · g2 blanques peó · h2 blanques peó · a1 blanques torre · c1 blanques alfil · d1 blanques dama · e1 blanques rei · h1 blanques torre | a8 negres torre · c8 negres alfil · d8 negres dama · e8 negres rei · h8 negres torre · a7 negres peó · b7 negres peó · c7 negres peó · d7 negres peó · f7 negres peó · g7 negres peó · h7 negres peó · c6 negres cavall · b4 negres alfil · c4 blanques alfil · d4 blanques peó · e4 negres cavall · c3 blanques cavall · f3 blanques cavall · a2 blanques peó · b2 blanques peó · f2 blanques peó · g2 blanques peó · h2 blanques peó · a1 blanques torre · c1 blanques alfil · d1 blanques dama · e1 blanques rei · h1 blanques torre | a8 negres torre · c8 negres alfil · d8 negres dama · e8 negres rei · h8 negres torre · a7 negres peó · b7 negres peó · c7 negres peó · d7 negres peó · f7 negres peó · g7 negres peó · h7 negres peó · c6 negres cavall · b4 negres alfil · c4 blanques alfil · d4 blanques peó · e4 negres cavall · c3 blanques cavall · f3 blanques cavall · a2 blanques peó · b2 blanques peó · f2 blanques peó · g2 blanques peó · h2 blanques peó · a1 blanques torre · c1 blanques alfil · d1 blanques dama · e1 blanques rei · h1 blanques torre | a8 negres torre · c8 negres alfil · d8 negres dama · e8 negres rei · h8 negres torre · a7 negres peó · b7 negres peó · c7 negres peó · d7 negres peó · f7 negres peó · g7 negres peó · h7 negres peó · c6 negres cavall · b4 negres alfil · c4 blanques alfil · d4 blanques peó · e4 negres cavall · c3 blanques cavall · f3 blanques cavall · a2 blanques peó · b2 blanques peó · f2 blanques peó · g2 blanques peó · h2 blanques peó · a1 blanques torre · c1 blanques alfil · d1 blanques dama · e1 blanques rei · h1 blanques torre | 8 |
| 7 | a8 negres torre · c8 negres alfil · d8 negres dama · e8 negres rei · h8 negres torre · a7 negres peó · b7 negres peó · c7 negres peó · d7 negres peó · f7 negres peó · g7 negres peó · h7 negres peó · c6 negres cavall · b4 negres alfil · c4 blanques alfil · d4 blanques peó · e4 negres cavall · c3 blanques cavall · f3 blanques cavall · a2 blanques peó · b2 blanques peó · f2 blanques peó · g2 blanques peó · h2 blanques peó · a1 blanques torre · c1 blanques alfil · d1 blanques dama · e1 blanques rei · h1 blanques torre | a8 negres torre · c8 negres alfil · d8 negres dama · e8 negres rei · h8 negres torre · a7 negres peó · b7 negres peó · c7 negres peó · d7 negres peó · f7 negres peó · g7 negres peó · h7 negres peó · c6 negres cavall · b4 negres alfil · c4 blanques alfil · d4 blanques peó · e4 negres cavall · c3 blanques cavall · f3 blanques cavall · a2 blanques peó · b2 blanques peó · f2 blanques peó · g2 blanques peó · h2 blanques peó · a1 blanques torre · c1 blanques alfil · d1 blanques dama · e1 blanques rei · h1 blanques torre | a8 negres torre · c8 negres alfil · d8 negres dama · e8 negres rei · h8 negres torre · a7 negres peó · b7 negres peó · c7 negres peó · d7 negres peó · f7 negres peó · g7 negres peó · h7 negres peó · c6 negres cavall · b4 negres alfil · c4 blanques alfil · d4 blanques peó · e4 negres cavall · c3 blanques cavall · f3 blanques cavall · a2 blanques peó · b2 blanques peó · f2 blanques peó · g2 blanques peó · h2 blanques peó · a1 blanques torre · c1 blanques alfil · d1 blanques dama · e1 blanques rei · h1 blanques torre | a8 negres torre · c8 negres alfil · d8 negres dama · e8 negres rei · h8 negres torre · a7 negres peó · b7 negres peó · c7 negres peó · d7 negres peó · f7 negres peó · g7 negres peó · h7 negres peó · c6 negres cavall · b4 negres alfil · c4 blanques alfil · d4 blanques peó · e4 negres cavall · c3 blanques cavall · f3 blanques cavall · a2 blanques peó · b2 blanques peó · f2 blanques peó · g2 blanques peó · h2 blanques peó · a1 blanques torre · c1 blanques alfil · d1 blanques dama · e1 blanques rei · h1 blanques torre | a8 negres torre · c8 negres alfil · d8 negres dama · e8 negres rei · h8 negres torre · a7 negres peó · b7 negres peó · c7 negres peó · d7 negres peó · f7 negres peó · g7 negres peó · h7 negres peó · c6 negres cavall · b4 negres alfil · c4 blanques alfil · d4 blanques peó · e4 negres cavall · c3 blanques cavall · f3 blanques cavall · a2 blanques peó · b2 blanques peó · f2 blanques peó · g2 blanques peó · h2 blanques peó · a1 blanques torre · c1 blanques alfil · d1 blanques dama · e1 blanques rei · h1 blanques torre | a8 negres torre · c8 negres alfil · d8 negres dama · e8 negres rei · h8 negres torre · a7 negres peó · b7 negres peó · c7 negres peó · d7 negres peó · f7 negres peó · g7 negres peó · h7 negres peó · c6 negres cavall · b4 negres alfil · c4 blanques alfil · d4 blanques peó · e4 negres cavall · c3 blanques cavall · f3 blanques cavall · a2 blanques peó · b2 blanques peó · f2 blanques peó · g2 blanques peó · h2 blanques peó · a1 blanques torre · c1 blanques alfil · d1 blanques dama · e1 blanques rei · h1 blanques torre | a8 negres torre · c8 negres alfil · d8 negres dama · e8 negres rei · h8 negres torre · a7 negres peó · b7 negres peó · c7 negres peó · d7 negres peó · f7 negres peó · g7 negres peó · h7 negres peó · c6 negres cavall · b4 negres alfil · c4 blanques alfil · d4 blanques peó · e4 negres cavall · c3 blanques cavall · f3 blanques cavall · a2 blanques peó · b2 blanques peó · f2 blanques peó · g2 blanques peó · h2 blanques peó · a1 blanques torre · c1 blanques alfil · d1 blanques dama · e1 blanques rei · h1 blanques torre | a8 negres torre · c8 negres alfil · d8 negres dama · e8 negres rei · h8 negres torre · a7 negres peó · b7 negres peó · c7 negres peó · d7 negres peó · f7 negres peó · g7 negres peó · h7 negres peó · c6 negres cavall · b4 negres alfil · c4 blanques alfil · d4 blanques peó · e4 negres cavall · c3 blanques cavall · f3 blanques cavall · a2 blanques peó · b2 blanques peó · f2 blanques peó · g2 blanques peó · h2 blanques peó · a1 blanques torre · c1 blanques alfil · d1 blanques dama · e1 blanques rei · h1 blanques torre | 7 |
| 6 | a8 negres torre · c8 negres alfil · d8 negres dama · e8 negres rei · h8 negres torre · a7 negres peó · b7 negres peó · c7 negres peó · d7 negres peó · f7 negres peó · g7 negres peó · h7 negres peó · c6 negres cavall · b4 negres alfil · c4 blanques alfil · d4 blanques peó · e4 negres cavall · c3 blanques cavall · f3 blanques cavall · a2 blanques peó · b2 blanques peó · f2 blanques peó · g2 blanques peó · h2 blanques peó · a1 blanques torre · c1 blanques alfil · d1 blanques dama · e1 blanques rei · h1 blanques torre | a8 negres torre · c8 negres alfil · d8 negres dama · e8 negres rei · h8 negres torre · a7 negres peó · b7 negres peó · c7 negres peó · d7 negres peó · f7 negres peó · g7 negres peó · h7 negres peó · c6 negres cavall · b4 negres alfil · c4 blanques alfil · d4 blanques peó · e4 negres cavall · c3 blanques cavall · f3 blanques cavall · a2 blanques peó · b2 blanques peó · f2 blanques peó · g2 blanques peó · h2 blanques peó · a1 blanques torre · c1 blanques alfil · d1 blanques dama · e1 blanques rei · h1 blanques torre | a8 negres torre · c8 negres alfil · d8 negres dama · e8 negres rei · h8 negres torre · a7 negres peó · b7 negres peó · c7 negres peó · d7 negres peó · f7 negres peó · g7 negres peó · h7 negres peó · c6 negres cavall · b4 negres alfil · c4 blanques alfil · d4 blanques peó · e4 negres cavall · c3 blanques cavall · f3 blanques cavall · a2 blanques peó · b2 blanques peó · f2 blanques peó · g2 blanques peó · h2 blanques peó · a1 blanques torre · c1 blanques alfil · d1 blanques dama · e1 blanques rei · h1 blanques torre | a8 negres torre · c8 negres alfil · d8 negres dama · e8 negres rei · h8 negres torre · a7 negres peó · b7 negres peó · c7 negres peó · d7 negres peó · f7 negres peó · g7 negres peó · h7 negres peó · c6 negres cavall · b4 negres alfil · c4 blanques alfil · d4 blanques peó · e4 negres cavall · c3 blanques cavall · f3 blanques cavall · a2 blanques peó · b2 blanques peó · f2 blanques peó · g2 blanques peó · h2 blanques peó · a1 blanques torre · c1 blanques alfil · d1 blanques dama · e1 blanques rei · h1 blanques torre | a8 negres torre · c8 negres alfil · d8 negres dama · e8 negres rei · h8 negres torre · a7 negres peó · b7 negres peó · c7 negres peó · d7 negres peó · f7 negres peó · g7 negres peó · h7 negres peó · c6 negres cavall · b4 negres alfil · c4 blanques alfil · d4 blanques peó · e4 negres cavall · c3 blanques cavall · f3 blanques cavall · a2 blanques peó · b2 blanques peó · f2 blanques peó · g2 blanques peó · h2 blanques peó · a1 blanques torre · c1 blanques alfil · d1 blanques dama · e1 blanques rei · h1 blanques torre | a8 negres torre · c8 negres alfil · d8 negres dama · e8 negres rei · h8 negres torre · a7 negres peó · b7 negres peó · c7 negres peó · d7 negres peó · f7 negres peó · g7 negres peó · h7 negres peó · c6 negres cavall · b4 negres alfil · c4 blanques alfil · d4 blanques peó · e4 negres cavall · c3 blanques cavall · f3 blanques cavall · a2 blanques peó · b2 blanques peó · f2 blanques peó · g2 blanques peó · h2 blanques peó · a1 blanques torre · c1 blanques alfil · d1 blanques dama · e1 blanques rei · h1 blanques torre | a8 negres torre · c8 negres alfil · d8 negres dama · e8 negres rei · h8 negres torre · a7 negres peó · b7 negres peó · c7 negres peó · d7 negres peó · f7 negres peó · g7 negres peó · h7 negres peó · c6 negres cavall · b4 negres alfil · c4 blanques alfil · d4 blanques peó · e4 negres cavall · c3 blanques cavall · f3 blanques cavall · a2 blanques peó · b2 blanques peó · f2 blanques peó · g2 blanques peó · h2 blanques peó · a1 blanques torre · c1 blanques alfil · d1 blanques dama · e1 blanques rei · h1 blanques torre | a8 negres torre · c8 negres alfil · d8 negres dama · e8 negres rei · h8 negres torre · a7 negres peó · b7 negres peó · c7 negres peó · d7 negres peó · f7 negres peó · g7 negres peó · h7 negres peó · c6 negres cavall · b4 negres alfil · c4 blanques alfil · d4 blanques peó · e4 negres cavall · c3 blanques cavall · f3 blanques cavall · a2 blanques peó · b2 blanques peó · f2 blanques peó · g2 blanques peó · h2 blanques peó · a1 blanques torre · c1 blanques alfil · d1 blanques dama · e1 blanques rei · h1 blanques torre | 6 |
| 5 | a8 negres torre · c8 negres alfil · d8 negres dama · e8 negres rei · h8 negres torre · a7 negres peó · b7 negres peó · c7 negres peó · d7 negres peó · f7 negres peó · g7 negres peó · h7 negres peó · c6 negres cavall · b4 negres alfil · c4 blanques alfil · d4 blanques peó · e4 negres cavall · c3 blanques cavall · f3 blanques cavall · a2 blanques peó · b2 blanques peó · f2 blanques peó · g2 blanques peó · h2 blanques peó · a1 blanques torre · c1 blanques alfil · d1 blanques dama · e1 blanques rei · h1 blanques torre | a8 negres torre · c8 negres alfil · d8 negres dama · e8 negres rei · h8 negres torre · a7 negres peó · b7 negres peó · c7 negres peó · d7 negres peó · f7 negres peó · g7 negres peó · h7 negres peó · c6 negres cavall · b4 negres alfil · c4 blanques alfil · d4 blanques peó · e4 negres cavall · c3 blanques cavall · f3 blanques cavall · a2 blanques peó · b2 blanques peó · f2 blanques peó · g2 blanques peó · h2 blanques peó · a1 blanques torre · c1 blanques alfil · d1 blanques dama · e1 blanques rei · h1 blanques torre | a8 negres torre · c8 negres alfil · d8 negres dama · e8 negres rei · h8 negres torre · a7 negres peó · b7 negres peó · c7 negres peó · d7 negres peó · f7 negres peó · g7 negres peó · h7 negres peó · c6 negres cavall · b4 negres alfil · c4 blanques alfil · d4 blanques peó · e4 negres cavall · c3 blanques cavall · f3 blanques cavall · a2 blanques peó · b2 blanques peó · f2 blanques peó · g2 blanques peó · h2 blanques peó · a1 blanques torre · c1 blanques alfil · d1 blanques dama · e1 blanques rei · h1 blanques torre | a8 negres torre · c8 negres alfil · d8 negres dama · e8 negres rei · h8 negres torre · a7 negres peó · b7 negres peó · c7 negres peó · d7 negres peó · f7 negres peó · g7 negres peó · h7 negres peó · c6 negres cavall · b4 negres alfil · c4 blanques alfil · d4 blanques peó · e4 negres cavall · c3 blanques cavall · f3 blanques cavall · a2 blanques peó · b2 blanques peó · f2 blanques peó · g2 blanques peó · h2 blanques peó · a1 blanques torre · c1 blanques alfil · d1 blanques dama · e1 blanques rei · h1 blanques torre | a8 negres torre · c8 negres alfil · d8 negres dama · e8 negres rei · h8 negres torre · a7 negres peó · b7 negres peó · c7 negres peó · d7 negres peó · f7 negres peó · g7 negres peó · h7 negres peó · c6 negres cavall · b4 negres alfil · c4 blanques alfil · d4 blanques peó · e4 negres cavall · c3 blanques cavall · f3 blanques cavall · a2 blanques peó · b2 blanques peó · f2 blanques peó · g2 blanques peó · h2 blanques peó · a1 blanques torre · c1 blanques alfil · d1 blanques dama · e1 blanques rei · h1 blanques torre | a8 negres torre · c8 negres alfil · d8 negres dama · e8 negres rei · h8 negres torre · a7 negres peó · b7 negres peó · c7 negres peó · d7 negres peó · f7 negres peó · g7 negres peó · h7 negres peó · c6 negres cavall · b4 negres alfil · c4 blanques alfil · d4 blanques peó · e4 negres cavall · c3 blanques cavall · f3 blanques cavall · a2 blanques peó · b2 blanques peó · f2 blanques peó · g2 blanques peó · h2 blanques peó · a1 blanques torre · c1 blanques alfil · d1 blanques dama · e1 blanques rei · h1 blanques torre | a8 negres torre · c8 negres alfil · d8 negres dama · e8 negres rei · h8 negres torre · a7 negres peó · b7 negres peó · c7 negres peó · d7 negres peó · f7 negres peó · g7 negres peó · h7 negres peó · c6 negres cavall · b4 negres alfil · c4 blanques alfil · d4 blanques peó · e4 negres cavall · c3 blanques cavall · f3 blanques cavall · a2 blanques peó · b2 blanques peó · f2 blanques peó · g2 blanques peó · h2 blanques peó · a1 blanques torre · c1 blanques alfil · d1 blanques dama · e1 blanques rei · h1 blanques torre | a8 negres torre · c8 negres alfil · d8 negres dama · e8 negres rei · h8 negres torre · a7 negres peó · b7 negres peó · c7 negres peó · d7 negres peó · f7 negres peó · g7 negres peó · h7 negres peó · c6 negres cavall · b4 negres alfil · c4 blanques alfil · d4 blanques peó · e4 negres cavall · c3 blanques cavall · f3 blanques cavall · a2 blanques peó · b2 blanques peó · f2 blanques peó · g2 blanques peó · h2 blanques peó · a1 blanques torre · c1 blanques alfil · d1 blanques dama · e1 blanques rei · h1 blanques torre | 5 |
| 4 | a8 negres torre · c8 negres alfil · d8 negres dama · e8 negres rei · h8 negres torre · a7 negres peó · b7 negres peó · c7 negres peó · d7 negres peó · f7 negres peó · g7 negres peó · h7 negres peó · c6 negres cavall · b4 negres alfil · c4 blanques alfil · d4 blanques peó · e4 negres cavall · c3 blanques cavall · f3 blanques cavall · a2 blanques peó · b2 blanques peó · f2 blanques peó · g2 blanques peó · h2 blanques peó · a1 blanques torre · c1 blanques alfil · d1 blanques dama · e1 blanques rei · h1 blanques torre | a8 negres torre · c8 negres alfil · d8 negres dama · e8 negres rei · h8 negres torre · a7 negres peó · b7 negres peó · c7 negres peó · d7 negres peó · f7 negres peó · g7 negres peó · h7 negres peó · c6 negres cavall · b4 negres alfil · c4 blanques alfil · d4 blanques peó · e4 negres cavall · c3 blanques cavall · f3 blanques cavall · a2 blanques peó · b2 blanques peó · f2 blanques peó · g2 blanques peó · h2 blanques peó · a1 blanques torre · c1 blanques alfil · d1 blanques dama · e1 blanques rei · h1 blanques torre | a8 negres torre · c8 negres alfil · d8 negres dama · e8 negres rei · h8 negres torre · a7 negres peó · b7 negres peó · c7 negres peó · d7 negres peó · f7 negres peó · g7 negres peó · h7 negres peó · c6 negres cavall · b4 negres alfil · c4 blanques alfil · d4 blanques peó · e4 negres cavall · c3 blanques cavall · f3 blanques cavall · a2 blanques peó · b2 blanques peó · f2 blanques peó · g2 blanques peó · h2 blanques peó · a1 blanques torre · c1 blanques alfil · d1 blanques dama · e1 blanques rei · h1 blanques torre | a8 negres torre · c8 negres alfil · d8 negres dama · e8 negres rei · h8 negres torre · a7 negres peó · b7 negres peó · c7 negres peó · d7 negres peó · f7 negres peó · g7 negres peó · h7 negres peó · c6 negres cavall · b4 negres alfil · c4 blanques alfil · d4 blanques peó · e4 negres cavall · c3 blanques cavall · f3 blanques cavall · a2 blanques peó · b2 blanques peó · f2 blanques peó · g2 blanques peó · h2 blanques peó · a1 blanques torre · c1 blanques alfil · d1 blanques dama · e1 blanques rei · h1 blanques torre | a8 negres torre · c8 negres alfil · d8 negres dama · e8 negres rei · h8 negres torre · a7 negres peó · b7 negres peó · c7 negres peó · d7 negres peó · f7 negres peó · g7 negres peó · h7 negres peó · c6 negres cavall · b4 negres alfil · c4 blanques alfil · d4 blanques peó · e4 negres cavall · c3 blanques cavall · f3 blanques cavall · a2 blanques peó · b2 blanques peó · f2 blanques peó · g2 blanques peó · h2 blanques peó · a1 blanques torre · c1 blanques alfil · d1 blanques dama · e1 blanques rei · h1 blanques torre | a8 negres torre · c8 negres alfil · d8 negres dama · e8 negres rei · h8 negres torre · a7 negres peó · b7 negres peó · c7 negres peó · d7 negres peó · f7 negres peó · g7 negres peó · h7 negres peó · c6 negres cavall · b4 negres alfil · c4 blanques alfil · d4 blanques peó · e4 negres cavall · c3 blanques cavall · f3 blanques cavall · a2 blanques peó · b2 blanques peó · f2 blanques peó · g2 blanques peó · h2 blanques peó · a1 blanques torre · c1 blanques alfil · d1 blanques dama · e1 blanques rei · h1 blanques torre | a8 negres torre · c8 negres alfil · d8 negres dama · e8 negres rei · h8 negres torre · a7 negres peó · b7 negres peó · c7 negres peó · d7 negres peó · f7 negres peó · g7 negres peó · h7 negres peó · c6 negres cavall · b4 negres alfil · c4 blanques alfil · d4 blanques peó · e4 negres cavall · c3 blanques cavall · f3 blanques cavall · a2 blanques peó · b2 blanques peó · f2 blanques peó · g2 blanques peó · h2 blanques peó · a1 blanques torre · c1 blanques alfil · d1 blanques dama · e1 blanques rei · h1 blanques torre | a8 negres torre · c8 negres alfil · d8 negres dama · e8 negres rei · h8 negres torre · a7 negres peó · b7 negres peó · c7 negres peó · d7 negres peó · f7 negres peó · g7 negres peó · h7 negres peó · c6 negres cavall · b4 negres alfil · c4 blanques alfil · d4 blanques peó · e4 negres cavall · c3 blanques cavall · f3 blanques cavall · a2 blanques peó · b2 blanques peó · f2 blanques peó · g2 blanques peó · h2 blanques peó · a1 blanques torre · c1 blanques alfil · d1 blanques dama · e1 blanques rei · h1 blanques torre | 4 |
| 3 | a8 negres torre · c8 negres alfil · d8 negres dama · e8 negres rei · h8 negres torre · a7 negres peó · b7 negres peó · c7 negres peó · d7 negres peó · f7 negres peó · g7 negres peó · h7 negres peó · c6 negres cavall · b4 negres alfil · c4 blanques alfil · d4 blanques peó · e4 negres cavall · c3 blanques cavall · f3 blanques cavall · a2 blanques peó · b2 blanques peó · f2 blanques peó · g2 blanques peó · h2 blanques peó · a1 blanques torre · c1 blanques alfil · d1 blanques dama · e1 blanques rei · h1 blanques torre | a8 negres torre · c8 negres alfil · d8 negres dama · e8 negres rei · h8 negres torre · a7 negres peó · b7 negres peó · c7 negres peó · d7 negres peó · f7 negres peó · g7 negres peó · h7 negres peó · c6 negres cavall · b4 negres alfil · c4 blanques alfil · d4 blanques peó · e4 negres cavall · c3 blanques cavall · f3 blanques cavall · a2 blanques peó · b2 blanques peó · f2 blanques peó · g2 blanques peó · h2 blanques peó · a1 blanques torre · c1 blanques alfil · d1 blanques dama · e1 blanques rei · h1 blanques torre | a8 negres torre · c8 negres alfil · d8 negres dama · e8 negres rei · h8 negres torre · a7 negres peó · b7 negres peó · c7 negres peó · d7 negres peó · f7 negres peó · g7 negres peó · h7 negres peó · c6 negres cavall · b4 negres alfil · c4 blanques alfil · d4 blanques peó · e4 negres cavall · c3 blanques cavall · f3 blanques cavall · a2 blanques peó · b2 blanques peó · f2 blanques peó · g2 blanques peó · h2 blanques peó · a1 blanques torre · c1 blanques alfil · d1 blanques dama · e1 blanques rei · h1 blanques torre | a8 negres torre · c8 negres alfil · d8 negres dama · e8 negres rei · h8 negres torre · a7 negres peó · b7 negres peó · c7 negres peó · d7 negres peó · f7 negres peó · g7 negres peó · h7 negres peó · c6 negres cavall · b4 negres alfil · c4 blanques alfil · d4 blanques peó · e4 negres cavall · c3 blanques cavall · f3 blanques cavall · a2 blanques peó · b2 blanques peó · f2 blanques peó · g2 blanques peó · h2 blanques peó · a1 blanques torre · c1 blanques alfil · d1 blanques dama · e1 blanques rei · h1 blanques torre | a8 negres torre · c8 negres alfil · d8 negres dama · e8 negres rei · h8 negres torre · a7 negres peó · b7 negres peó · c7 negres peó · d7 negres peó · f7 negres peó · g7 negres peó · h7 negres peó · c6 negres cavall · b4 negres alfil · c4 blanques alfil · d4 blanques peó · e4 negres cavall · c3 blanques cavall · f3 blanques cavall · a2 blanques peó · b2 blanques peó · f2 blanques peó · g2 blanques peó · h2 blanques peó · a1 blanques torre · c1 blanques alfil · d1 blanques dama · e1 blanques rei · h1 blanques torre | a8 negres torre · c8 negres alfil · d8 negres dama · e8 negres rei · h8 negres torre · a7 negres peó · b7 negres peó · c7 negres peó · d7 negres peó · f7 negres peó · g7 negres peó · h7 negres peó · c6 negres cavall · b4 negres alfil · c4 blanques alfil · d4 blanques peó · e4 negres cavall · c3 blanques cavall · f3 blanques cavall · a2 blanques peó · b2 blanques peó · f2 blanques peó · g2 blanques peó · h2 blanques peó · a1 blanques torre · c1 blanques alfil · d1 blanques dama · e1 blanques rei · h1 blanques torre | a8 negres torre · c8 negres alfil · d8 negres dama · e8 negres rei · h8 negres torre · a7 negres peó · b7 negres peó · c7 negres peó · d7 negres peó · f7 negres peó · g7 negres peó · h7 negres peó · c6 negres cavall · b4 negres alfil · c4 blanques alfil · d4 blanques peó · e4 negres cavall · c3 blanques cavall · f3 blanques cavall · a2 blanques peó · b2 blanques peó · f2 blanques peó · g2 blanques peó · h2 blanques peó · a1 blanques torre · c1 blanques alfil · d1 blanques dama · e1 blanques rei · h1 blanques torre | a8 negres torre · c8 negres alfil · d8 negres dama · e8 negres rei · h8 negres torre · a7 negres peó · b7 negres peó · c7 negres peó · d7 negres peó · f7 negres peó · g7 negres peó · h7 negres peó · c6 negres cavall · b4 negres alfil · c4 blanques alfil · d4 blanques peó · e4 negres cavall · c3 blanques cavall · f3 blanques cavall · a2 blanques peó · b2 blanques peó · f2 blanques peó · g2 blanques peó · h2 blanques peó · a1 blanques torre · c1 blanques alfil · d1 blanques dama · e1 blanques rei · h1 blanques torre | 3 |
| 2 | a8 negres torre · c8 negres alfil · d8 negres dama · e8 negres rei · h8 negres torre · a7 negres peó · b7 negres peó · c7 negres peó · d7 negres peó · f7 negres peó · g7 negres peó · h7 negres peó · c6 negres cavall · b4 negres alfil · c4 blanques alfil · d4 blanques peó · e4 negres cavall · c3 blanques cavall · f3 blanques cavall · a2 blanques peó · b2 blanques peó · f2 blanques peó · g2 blanques peó · h2 blanques peó · a1 blanques torre · c1 blanques alfil · d1 blanques dama · e1 blanques rei · h1 blanques torre | a8 negres torre · c8 negres alfil · d8 negres dama · e8 negres rei · h8 negres torre · a7 negres peó · b7 negres peó · c7 negres peó · d7 negres peó · f7 negres peó · g7 negres peó · h7 negres peó · c6 negres cavall · b4 negres alfil · c4 blanques alfil · d4 blanques peó · e4 negres cavall · c3 blanques cavall · f3 blanques cavall · a2 blanques peó · b2 blanques peó · f2 blanques peó · g2 blanques peó · h2 blanques peó · a1 blanques torre · c1 blanques alfil · d1 blanques dama · e1 blanques rei · h1 blanques torre | a8 negres torre · c8 negres alfil · d8 negres dama · e8 negres rei · h8 negres torre · a7 negres peó · b7 negres peó · c7 negres peó · d7 negres peó · f7 negres peó · g7 negres peó · h7 negres peó · c6 negres cavall · b4 negres alfil · c4 blanques alfil · d4 blanques peó · e4 negres cavall · c3 blanques cavall · f3 blanques cavall · a2 blanques peó · b2 blanques peó · f2 blanques peó · g2 blanques peó · h2 blanques peó · a1 blanques torre · c1 blanques alfil · d1 blanques dama · e1 blanques rei · h1 blanques torre | a8 negres torre · c8 negres alfil · d8 negres dama · e8 negres rei · h8 negres torre · a7 negres peó · b7 negres peó · c7 negres peó · d7 negres peó · f7 negres peó · g7 negres peó · h7 negres peó · c6 negres cavall · b4 negres alfil · c4 blanques alfil · d4 blanques peó · e4 negres cavall · c3 blanques cavall · f3 blanques cavall · a2 blanques peó · b2 blanques peó · f2 blanques peó · g2 blanques peó · h2 blanques peó · a1 blanques torre · c1 blanques alfil · d1 blanques dama · e1 blanques rei · h1 blanques torre | a8 negres torre · c8 negres alfil · d8 negres dama · e8 negres rei · h8 negres torre · a7 negres peó · b7 negres peó · c7 negres peó · d7 negres peó · f7 negres peó · g7 negres peó · h7 negres peó · c6 negres cavall · b4 negres alfil · c4 blanques alfil · d4 blanques peó · e4 negres cavall · c3 blanques cavall · f3 blanques cavall · a2 blanques peó · b2 blanques peó · f2 blanques peó · g2 blanques peó · h2 blanques peó · a1 blanques torre · c1 blanques alfil · d1 blanques dama · e1 blanques rei · h1 blanques torre | a8 negres torre · c8 negres alfil · d8 negres dama · e8 negres rei · h8 negres torre · a7 negres peó · b7 negres peó · c7 negres peó · d7 negres peó · f7 negres peó · g7 negres peó · h7 negres peó · c6 negres cavall · b4 negres alfil · c4 blanques alfil · d4 blanques peó · e4 negres cavall · c3 blanques cavall · f3 blanques cavall · a2 blanques peó · b2 blanques peó · f2 blanques peó · g2 blanques peó · h2 blanques peó · a1 blanques torre · c1 blanques alfil · d1 blanques dama · e1 blanques rei · h1 blanques torre | a8 negres torre · c8 negres alfil · d8 negres dama · e8 negres rei · h8 negres torre · a7 negres peó · b7 negres peó · c7 negres peó · d7 negres peó · f7 negres peó · g7 negres peó · h7 negres peó · c6 negres cavall · b4 negres alfil · c4 blanques alfil · d4 blanques peó · e4 negres cavall · c3 blanques cavall · f3 blanques cavall · a2 blanques peó · b2 blanques peó · f2 blanques peó · g2 blanques peó · h2 blanques peó · a1 blanques torre · c1 blanques alfil · d1 blanques dama · e1 blanques rei · h1 blanques torre | a8 negres torre · c8 negres alfil · d8 negres dama · e8 negres rei · h8 negres torre · a7 negres peó · b7 negres peó · c7 negres peó · d7 negres peó · f7 negres peó · g7 negres peó · h7 negres peó · c6 negres cavall · b4 negres alfil · c4 blanques alfil · d4 blanques peó · e4 negres cavall · c3 blanques cavall · f3 blanques cavall · a2 blanques peó · b2 blanques peó · f2 blanques peó · g2 blanques peó · h2 blanques peó · a1 blanques torre · c1 blanques alfil · d1 blanques dama · e1 blanques rei · h1 blanques torre | 2 |
| 1 | a8 negres torre · c8 negres alfil · d8 negres dama · e8 negres rei · h8 negres torre · a7 negres peó · b7 negres peó · c7 negres peó · d7 negres peó · f7 negres peó · g7 negres peó · h7 negres peó · c6 negres cavall · b4 negres alfil · c4 blanques alfil · d4 blanques peó · e4 negres cavall · c3 blanques cavall · f3 blanques cavall · a2 blanques peó · b2 blanques peó · f2 blanques peó · g2 blanques peó · h2 blanques peó · a1 blanques torre · c1 blanques alfil · d1 blanques dama · e1 blanques rei · h1 blanques torre | a8 negres torre · c8 negres alfil · d8 negres dama · e8 negres rei · h8 negres torre · a7 negres peó · b7 negres peó · c7 negres peó · d7 negres peó · f7 negres peó · g7 negres peó · h7 negres peó · c6 negres cavall · b4 negres alfil · c4 blanques alfil · d4 blanques peó · e4 negres cavall · c3 blanques cavall · f3 blanques cavall · a2 blanques peó · b2 blanques peó · f2 blanques peó · g2 blanques peó · h2 blanques peó · a1 blanques torre · c1 blanques alfil · d1 blanques dama · e1 blanques rei · h1 blanques torre | a8 negres torre · c8 negres alfil · d8 negres dama · e8 negres rei · h8 negres torre · a7 negres peó · b7 negres peó · c7 negres peó · d7 negres peó · f7 negres peó · g7 negres peó · h7 negres peó · c6 negres cavall · b4 negres alfil · c4 blanques alfil · d4 blanques peó · e4 negres cavall · c3 blanques cavall · f3 blanques cavall · a2 blanques peó · b2 blanques peó · f2 blanques peó · g2 blanques peó · h2 blanques peó · a1 blanques torre · c1 blanques alfil · d1 blanques dama · e1 blanques rei · h1 blanques torre | a8 negres torre · c8 negres alfil · d8 negres dama · e8 negres rei · h8 negres torre · a7 negres peó · b7 negres peó · c7 negres peó · d7 negres peó · f7 negres peó · g7 negres peó · h7 negres peó · c6 negres cavall · b4 negres alfil · c4 blanques alfil · d4 blanques peó · e4 negres cavall · c3 blanques cavall · f3 blanques cavall · a2 blanques peó · b2 blanques peó · f2 blanques peó · g2 blanques peó · h2 blanques peó · a1 blanques torre · c1 blanques alfil · d1 blanques dama · e1 blanques rei · h1 blanques torre | a8 negres torre · c8 negres alfil · d8 negres dama · e8 negres rei · h8 negres torre · a7 negres peó · b7 negres peó · c7 negres peó · d7 negres peó · f7 negres peó · g7 negres peó · h7 negres peó · c6 negres cavall · b4 negres alfil · c4 blanques alfil · d4 blanques peó · e4 negres cavall · c3 blanques cavall · f3 blanques cavall · a2 blanques peó · b2 blanques peó · f2 blanques peó · g2 blanques peó · h2 blanques peó · a1 blanques torre · c1 blanques alfil · d1 blanques dama · e1 blanques rei · h1 blanques torre | a8 negres torre · c8 negres alfil · d8 negres dama · e8 negres rei · h8 negres torre · a7 negres peó · b7 negres peó · c7 negres peó · d7 negres peó · f7 negres peó · g7 negres peó · h7 negres peó · c6 negres cavall · b4 negres alfil · c4 blanques alfil · d4 blanques peó · e4 negres cavall · c3 blanques cavall · f3 blanques cavall · a2 blanques peó · b2 blanques peó · f2 blanques peó · g2 blanques peó · h2 blanques peó · a1 blanques torre · c1 blanques alfil · d1 blanques dama · e1 blanques rei · h1 blanques torre | a8 negres torre · c8 negres alfil · d8 negres dama · e8 negres rei · h8 negres torre · a7 negres peó · b7 negres peó · c7 negres peó · d7 negres peó · f7 negres peó · g7 negres peó · h7 negres peó · c6 negres cavall · b4 negres alfil · c4 blanques alfil · d4 blanques peó · e4 negres cavall · c3 blanques cavall · f3 blanques cavall · a2 blanques peó · b2 blanques peó · f2 blanques peó · g2 blanques peó · h2 blanques peó · a1 blanques torre · c1 blanques alfil · d1 blanques dama · e1 blanques rei · h1 blanques torre | a8 negres torre · c8 negres alfil · d8 negres dama · e8 negres rei · h8 negres torre · a7 negres peó · b7 negres peó · c7 negres peó · d7 negres peó · f7 negres peó · g7 negres peó · h7 negres peó · c6 negres cavall · b4 negres alfil · c4 blanques alfil · d4 blanques peó · e4 negres cavall · c3 blanques cavall · f3 blanques cavall · a2 blanques peó · b2 blanques peó · f2 blanques peó · g2 blanques peó · h2 blanques peó · a1 blanques torre · c1 blanques alfil · d1 blanques dama · e1 blanques rei · h1 blanques torre | 1 |
|   | a | b | c | d | e | f | g | h |   |

En la línia principal (variant Greco) les blanques fan 4.c3 tot preparant l'avenç central d2–d4. Les negres poden triar entre mantenir un punt fort al centre a e5 amb 4...De7 o bé poden contraatacar amb 4...Cf6. La línia de mantenir el centre podria seguir 4...De7 5.d4 Ab6 6.0-0 d6 7.a4 a6 8.h3 Cf6 9.Te1 0-0.
La més agressiva 4...Cf6 fou analitzada en primer lloc per Greco al segle xvii. En l'atac Greco les blanques fan servir un sacrifici de peça major per crear una trampa. El joc continua:
4. c3 Cf6 5. d4 exd4 6. cxd4
Les blanques podrien triar també 6.e5, una línia afavorida per Ievgueni Svéixnikov, quan el joc continua habitualment 6...d5 7.Ab5 Ce4 8.cxd4 Ab6, amb igualtat aproximada. Nogensmenys, les blanques tenen una alternativa de gambit en 6.0-0, la qual en Graham Burgess va fer reviure al seu llibre 101 Chess Opening Surprises (101 sorpreses d'obertura); la línia crítica segueix 6...Cxe4 7.cxd4 d5 8.dxc5 dxc4 9.De2. L'altra alternativa, 6.b4, es refuta amb el fort sacrifici de peça 6...Ab6 7.e5 d5 8.exf6 dxc4 9.b5 0-0! segons en Jeremy Silman.
6... Ab4+ 7. Cc3 Cxe4 (vegeu el diagrama) 
Greco animava a perseguir la torre blanca d'a1 amb 8.0-0, permetent 8...Cxc3!? (9.bxc3 Axc3? 10.Db3. Ara, si les negres capturen la torre amb 10...Axa1, les blanques guanyen la dama negra amb 11.Axf7+ Rf8 12.Ag5 Ce7 13.Te1. Aquesta trampa és avui dia ben coneguda, i les negres la poden evitar jugant 10...d5, o abans, 8...Axc3). Després de 8...Cxc3 9.bxc3, el millor per les negres és 9...d5! 10.cxb4 dxc4 11.Te1+ Ce7 12.Da4+! Ad7 13.b5 0-0 14.Dxc4 Cg6!
El 1898 l'atac Møller va fer reviure aquesta línia; el jugador danès Jørgen Møller va publicar unes anàlisi de la línia a Tidsskrift for Skak (1898). A l'atac Møller les blanques sacrifiquen un peó a canvi de desenvolupament i iniciativa:
8. 0-0 Axc3! 9. d5 Af6
9...Ce5 també és interessant; una possible continuació és 10.bxc3 Cxc4 11.Dd4 f5 12.Dxc4 d6.
10. Te1 Ce7 11. Txe4 d6 12. Ag5 Axg5 13. Cxg5 h6!?
13...0-0 14.Cxh7! es considera que condueix a taules contra la millor defensa, tot i que les negres tenen moltes oportunitats per equivocar-se.
14. Ab5+
Després de 14.De2 hxg5 15.Te1 Ae6! 16.dxe6 (Les blanques també poden triar 16.Dd2 c6! 17.dxe6 f6 18.Ad3 d5 19.Tg4 Dc7 20.h3 0-0-0 21.b4, atacant) 16...f6 17.Te3 c6 18.Th3 Txh3 19.gxh3 g6 és dubtós que les blanques tinguin compensació pel peó sacrificat, segons el GM Larry Kaufman; 14.Dh5 0-0 15.Tae1 Cg6! també afavoreix les negres.
14... Ad7 15. De2 Axb5 16. Dxb5+ Dd7 17. Dxb7
17.De2 Rf8 guanya un segon peó.
17... 0-0
i la posició de les negres és com a mínim igual.
Si les blanques no volen jugar de gambit, en comptes de 7.Cc3 poden fer 7.Ad2, que podria continuar 7...Axd2+ (Kaufman recomana 7...Cxe4!? 8.Axb4 Cxb4 9.Axf7+ Rxf7 10.Db3+ d5!? [10...Rf8 11.Dxb4+ De7 12.Dxe7+ Rxe7 és més segur, assolint un final igualat] 11.Ce5+ Re6! 12.Dxb4 c5!?) 8.Cbxd2 d5 9.exd5 Cxd5 10.Db3 Cce7 (10...Ca5 és una alternativa, convidant a una repetició de jugades després d'11.Da4+ Cc6 [amenaçant 12...Cb6] 12.Db3 Ca5) 11.0-0 0-0 12.Tfe1 c6. En aquesta posició les blanques estan més lliures, però el seu peó-d aïllat pot ser una feblesa.

### Giuoco Pianissimo
Amb 4.d3, les blanques entren en el Giuoco Pianissimo (en italià: "partida tranquil·líssima"). Les blanques volen construir lentament una bona posició, diferint d2–d4 fins que estigui correctament preparat. Tot evitant una immediata confrontació al centre, les blanques eviten la ràpida desaparició de la tensió a través de canvis, i entren en una partida posicional, de maniobres. Si les blanques juguen c2–c3, la posició pot prendre algunes característiques de la Ruy López si el seu alfil es retira a c2 via Ac4–b3–c2. Malgrat que té reputació de lenta i taulífera, aquesta variant va esdevenir popular després que fou practicada per John Nunn els 1980. Els ordres de jugades més comuns són 4.c3 Cf6 5.d3, i la transposició via obertura de l'alfil: 2.Ac4 Cf6 3.d3 Cc6 4.Cf3 Ac5 5.c3.

## Codis ECO
Els codis de l'Encyclopaedia of Chess Openings que li estan assignats són:
- C50 Giuoco Pianissimo i d'altres obertures menors de peó de rei
- C51 gambit Evans
- C52 gambit Evans, amb 4...Axb4 5.c3 Aa5
- C53 Giuoco Piano:
  - sense 4... Cf6
  - amb 4... Cf6 sense 5. d4
  - amb 4... Cf6 5. d4 exd4 sense 6. cxd4
- C54 Giuoco Piano, amb 4...Cf6 5. d4 exd4 6. cxd4